# Костел Святої Трійці (Меджибіж)

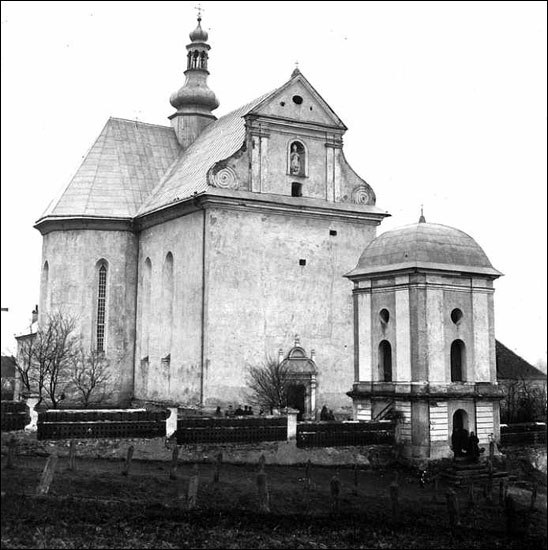
Костел св. Трійці у Меджибожі, світлина до 1929 р.

Троїцький костел — католицький храм, збудований у 1600 р. в стилі бароко.

## Архітектура
Однонавний хрестовокупольний за поземним планом. Вівтар, південний та північний рукави пятигранні. Розташований на узгір'ї, укріпленим кам'яною підпірною стіною. Побудований у стилі бароко. З заходу знаходився прямокутний притвор. Перекритий склепіннями. Дах був високим гонтовим увінчаний главкою на восьмигранному барабані. Вікна костелу вузькі високі та мають стрільчаті форми.

## Історія

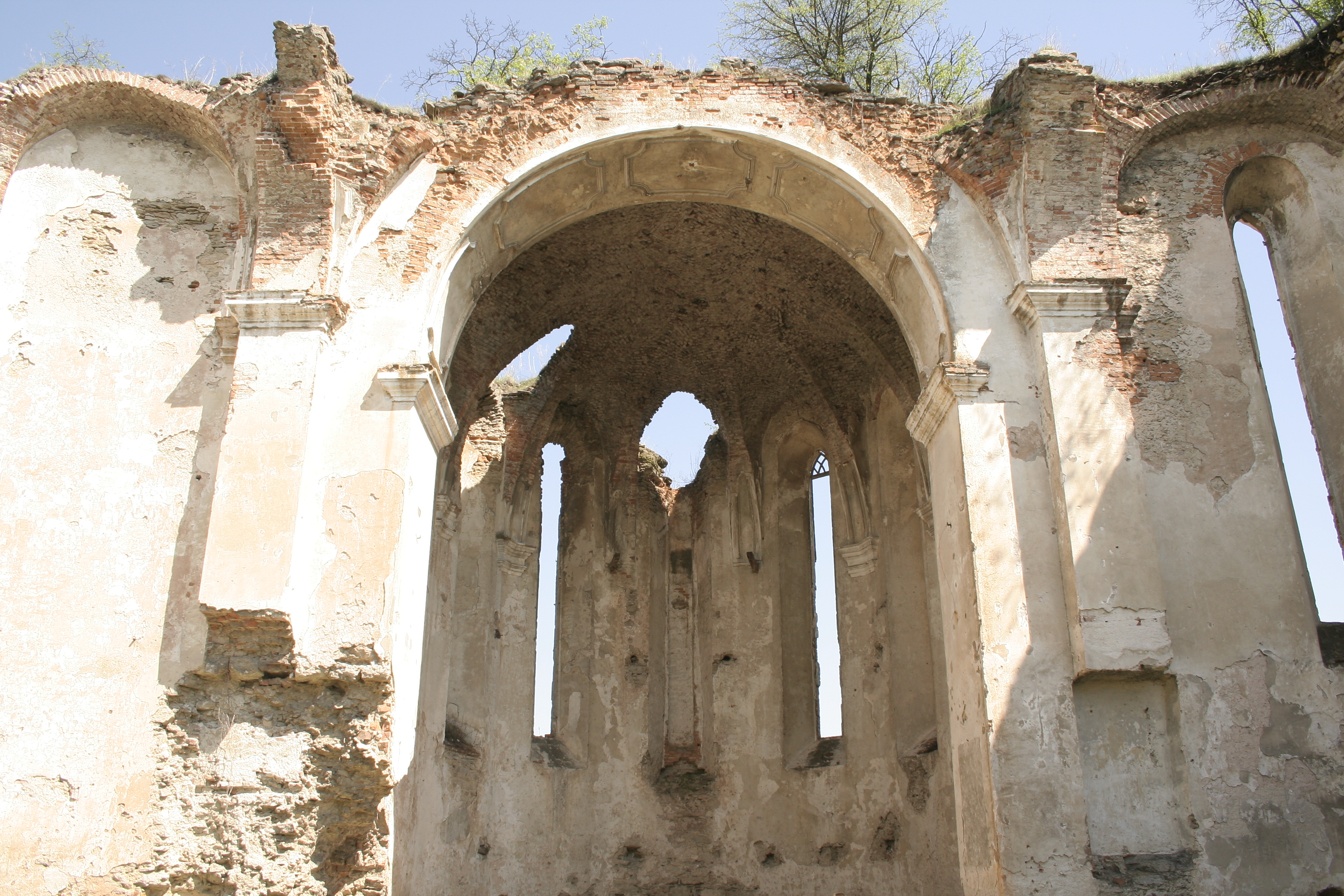
Костел св. Трійці у Меджибожі, сучасний вигляд

- В 1576 році кам'янецький каштелян Рафаїл Сенявський сприяв будівництву на місці дерев'яного старого костелу на території замку нового кам'яного костелу-каплиці.
- В 1600 р. яворівський староста Адам Єронім Сенявський вибудував Троїцький костел, зруйнований пізніше більшовиками-комуністами.
- Дзвіниця була збудована князем Адамом Чорторийським в 1812 р.
- Костел мав 10 вівтарів, в найбільшому знаходився «образ» роботи Марчелло Баччареллі, який зображував святих Рафаїла, Єроніма, Миколу, Адама. В верху того ж вівтаря знаходився герб Сенявських Леліва.
- Руський воєвода князь Чорторийський заклав при костелі фундуш для утримання 12 убогих.
- При костелі діяла двокласова парафіяльна школа.
- В 1962 році храм, як інші костели Поділля (Черченський, Зіньківський, Сатанівський, Тиннський), підірвали більшовики-комуністи, залишивши нащадкам лише руїни та сміття.